# Saladín
Saladín (německy Soletin) je malá vesnice, část obce Záblatí v okrese Prachatice v Jihočeském kraji. Nachází se asi dva kilometry severozápadně od Záblatí. Saladín je také název katastrálního území o rozloze 1,25 km².

## Historie
První písemná zmínka o vesnici pochází z roku 1456.

## Přírodní poměry
Podél severovýchodní hranice katastrálního území protéká řeka Blanice, jejíž koryto a břehy jsou chráněné jako přírodní památka Blanice. Severozápadně od vesnice leží na břehu Cikánského potoka přírodní rezervace Saladínská olšina.

## Obyvatelstvo
| Rok            | 1869 | 1880 | 1890 | 1900 | 1910 | 1921 | 1930 | 1950 | 1961 | 1970 | 1980 | 1991 | 2001 | 2011 | 2021 |
| -------------- | ---- | ---- | ---- | ---- | ---- | ---- | ---- | ---- | ---- | ---- | ---- | ---- | ---- | ---- | ---- |
| Počet obyvatel | 88   | 83   | 78   | 95   | 94   | 93   | 68   | 26   | 19   | 11   | 5    | 5    | 5    | 5    | 5    |
| Počet domů     | 12   | 12   | 12   | 12   | 13   | 13   | 13   | 12   | 12   | 4    | 4    | 4    | 6    | 7    | 7    |

## Obecní správa
Při sčítání lidu v letech 1850–1962 Saladín byl osadou obce Řepešín v okrese Prachatice. Od roku 1963 je částí obce Záblatí v okrese Prachatice.

## Pamětihodnosti
- boží muka

## Galerie

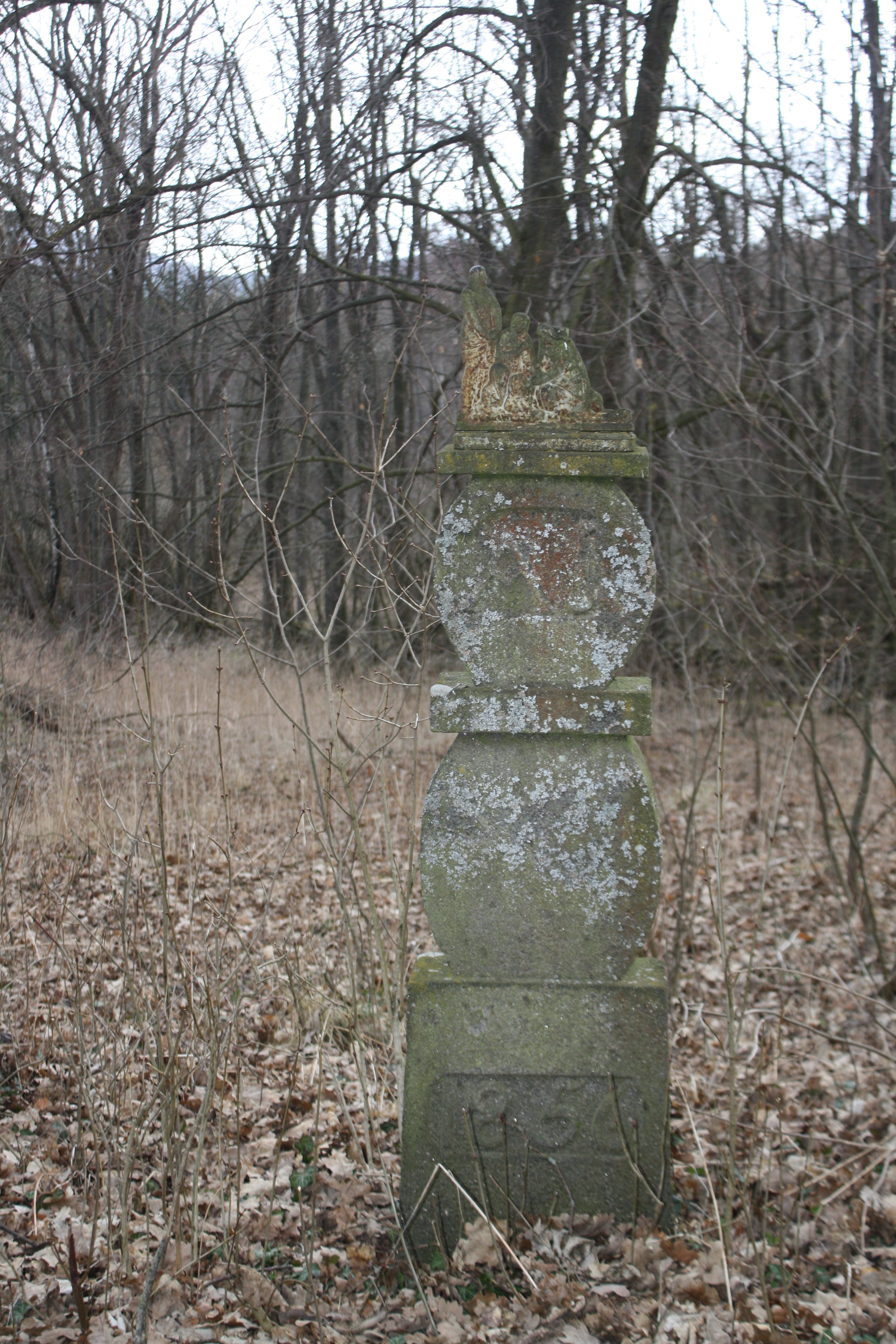
Saladín – boží muka
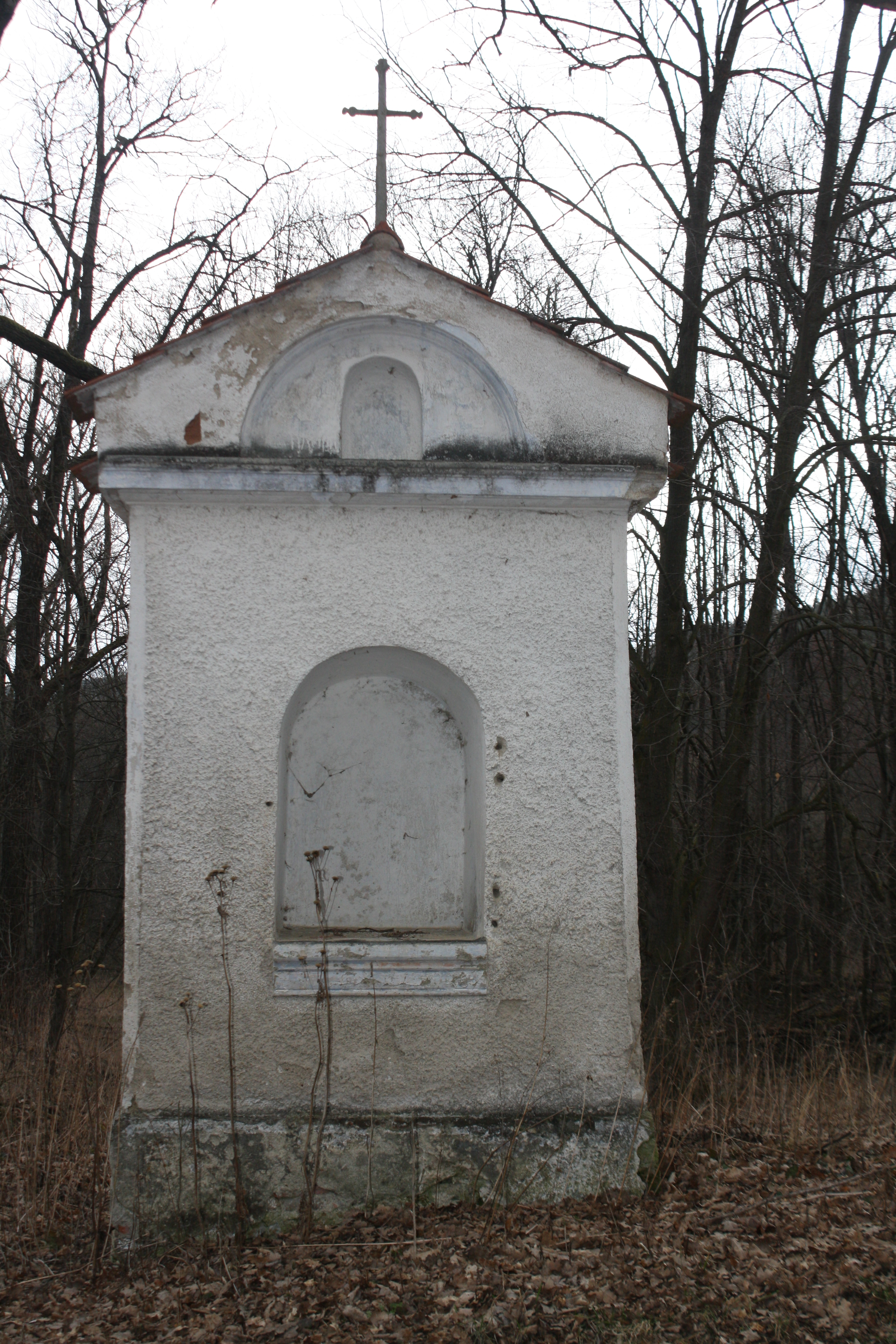
Saladín – pozůstatky výklenkové kaple
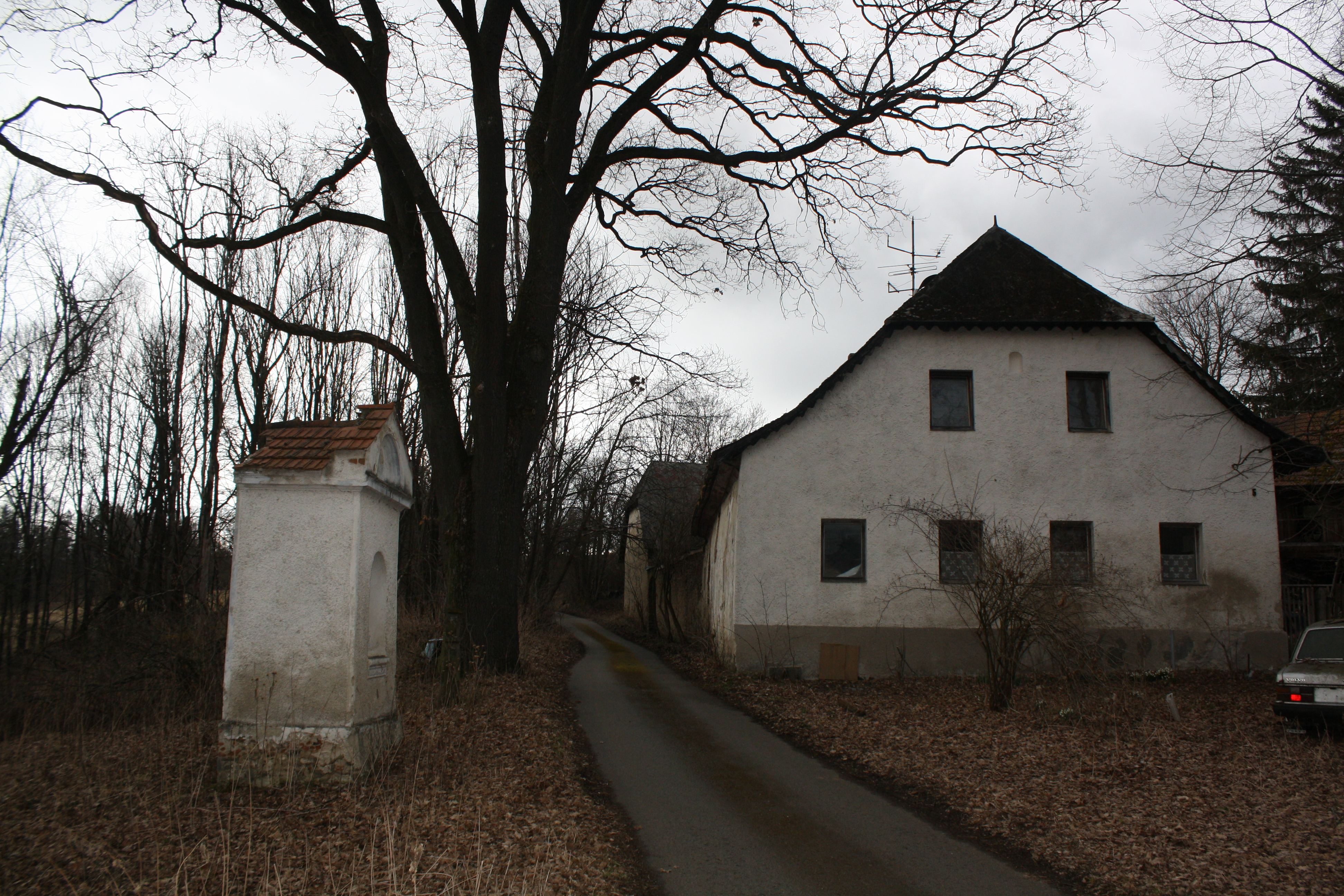
Saladín